# 巴赫拉 (阿曼)
（羅馬化：Bahlāʾ）是阿曼內地省的一個城鎮，舊名拜赫萊（羅馬化：Bahlah）。
巴赫拉曾經是納卜漢王朝的都城，其遺跡巴赫拉堡已成為世界遺產。